# مشتملات منصهرة

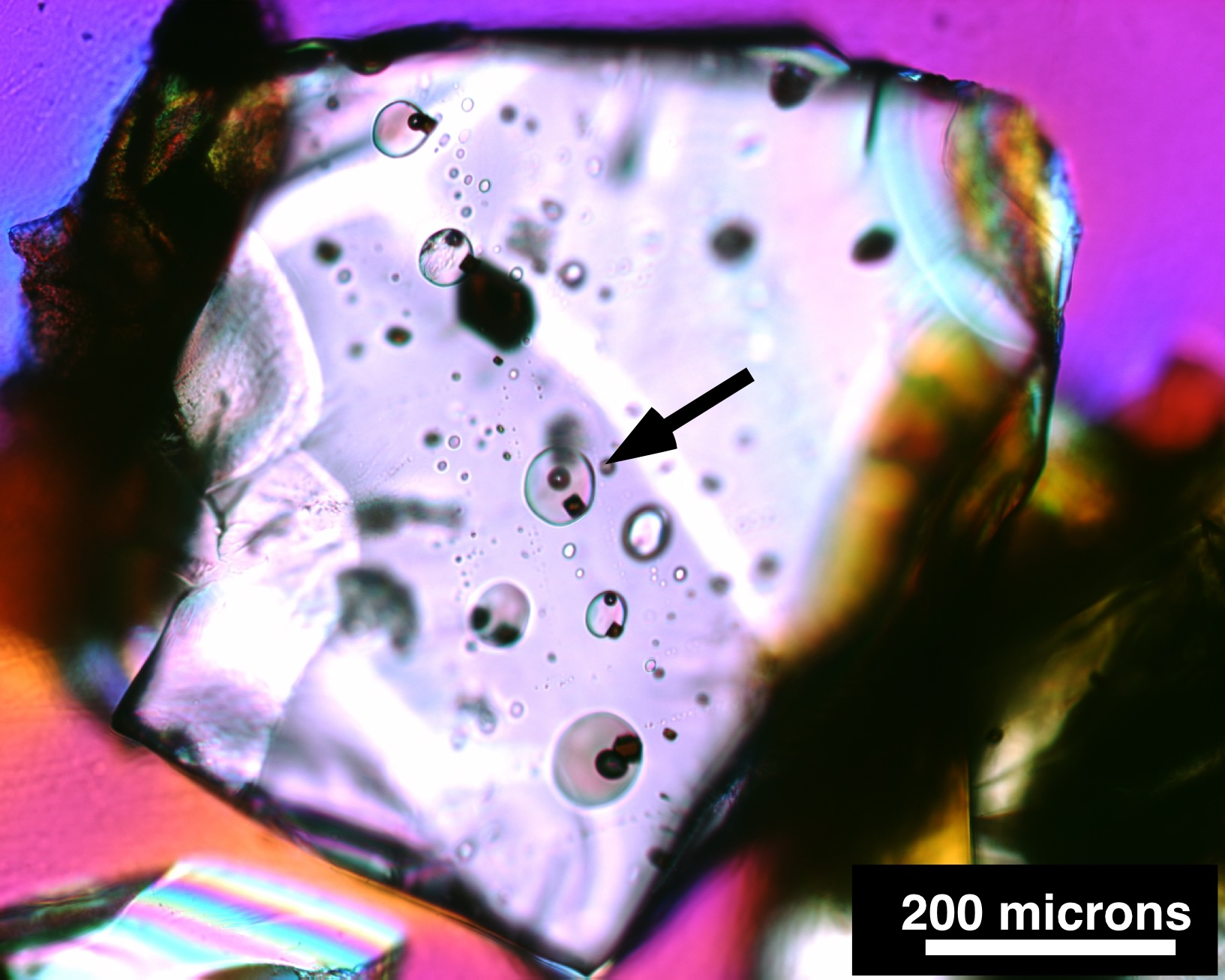
شوائب ذوبان متعددة في بلورة الزبرجد الزيتوني. تكون الشوائب الفردية بيضاوية أو مستديرة الشكل وتتكون من زجاج شفاف، جنبًا إلى جنب مع فقاعة بخار مستديرة صغيرة وفي بعض الحالات بلورة إسبينل مربعة صغيرة. ويشير السهم الأسود إلى مثال جيد واحد، ولكن هناك العديد من الأمثلة الأخرى. يعد حدوث شوائب متعددة داخل بلورة واحدة أمرًا شائعًا نسبيًا. تم التقاطها بواسطة كينت، جامعة ولاية أوريغون.

المشتملات المنصهرة هي جسيمات أو «قطرات» من المواد الذائبة أو المنصهرة التي يتم الإمساك بها بواسطة البلورات المتنامية في الصهارة، والتي تُكوِّن في نهاية المطاف الصخور النارية. وفي كثير من النواحي، تُعتبر مماثلة للمشتملات السائلة. وعادة ما تكون المشتملات المنصهرة صغيرة - معظمها أقل من 80 ميكرومتر (الميكرومتر هو ألف ميلليمتر أو حوالي 0.00004 بوصة). ومع ذلك، فإنها تتيح قدرًا كبيرًا من المعلومات المفيدة. وباستخدام الملاحظات المجهرية ومجموعة من تقنيات التحليل المجهري الكيميائي، يمكن للجيوكيميائيين وعلماء الصخور النارية الحصول على مجموعة من المعلومات المميزة من المشتملات المنصهرة. وتكمن الاستخدامات الأكثر شيوعًا للمشتملات المنصهرة في دراسة تكوين الصهارة وتطورها التركيبي الموجود في تاريخ أنظمة الصهارة المحددة. وهذا لأن المشتملات يمكن أن تعمل مثل «الحفريات» - تقوم بالإمساك بهذه المنصهرات والاحتفاظ بها قبل تعديلها عن طريق عمليات لاحقة. علاوة على ذلك، ونظرًا لأنها محبوسة في درجات ضغط ودرجات حرارة عالية، تقدم العديد من المشتملات المنصهرة أيضًا معلومات مهمة حول ظروف الاحتجاز (P-T) ومحتواها المتطاير (مثل H2O وCO2 وS وCl) التي تسبب الثورات البركانية الانفجارية.
كان سوربي (1858) أول من وثق المشتملات المنصهرة المجهرية في البلورات.يي وتم إجراء دراسة المشتملات المنصهرة في الآونة الأخيرة بفعل تطور تقنيات التحليل الكيميائي المتقدمة. وقاد علماء من الاتحاد السوفيتي السابق دراسة المشتملات المنصهرة في العقود التي تلت الحرب العالمية الثانية (سوبوليف وكوستيوك، 1975)، وطوروا وسائل لتسخين المشتملات المنصهرة تحت المجهر، بحيث يمكن ملاحظة التغييرات مباشرة.
وعلى الرغم من أنها صغيرة، فقد تحتوي المشتملات المنصهرة على عدد من المكونات المختلفة بما في ذلك الزجاج (الذي يمثل المنصهر الذي تم إخماده بالتبريد السريع) وبلورات صغيرة وفقاعات منفصلة غنية بالبخار. وهي تحدث في البلورات الموجودة في الصخور النارية، مثل الكوارتز والفلسبار والزبرجد الزيتوني والبيروكسين ونفلين والمغنتيت (أكسيد الحديد الأسود) وبيروفيسكايت والأباتيت. ويمكن العثور على المشتملات المنصهرة في كل من الصخور البركانية والبلوتونية. علاوة على ذلك، يمكن أن تحتوي المشتملات المنصهرة على مراحل ذوبان غير قابلة للامتزاج. وتُعتبر دراستها وسيلة استثنائية للعثور على الأدلة المباشرة على وجود منصهرين أو أكثر في الانفخاخ.